# Clase G-5
La clase G-5 fue una serie de lanchas torpederas soviéticas construidas antes y durante la Segunda Guerra Mundial, en la cual se perdieron 73 de las 300 que aproximadamente fueron construidas. Cuatro unidades fueron exportadas a la República Española durante la Guerra Civil, sobreviviendo dos de ellas al conflicto, tras el cual, quedaron incorporadas a la Armada Española. Tras finalizar la Segunda Guerra Mundial la Unión Soviética transfirió otras a Corea del Norte. Tres fueron capturadas por Finlandia, pero solo una fue utilizada, siendo devueltas las tres tras el Armisticio de Moscú de 1944.

## Diseño y desarrollo
La clase G-5 fue una evolución agrandada de la clase Sh-4, la cual derivaba de un proyecto del diseñador aeronáutico Andrei Tupolev. Se pretendía que fuese capaz de llevar torpedos a más distancia que sus predecesoras. Un prototipo fue construido por TsAGI (ruso: "Центра́льный аэрогидродинами́ческий институ́т" o "Tsentralniy Aerogidrodinamicheskiy Institut", el Instituto Central de Aerodinámica) entre 1932 y 1933. Este prototipo, estaba motorizado con dos motores importados de Italia Isotta-Fraschini de  1000 hp. Desarmado y con una media carga de combustible, alcanzó una velocidad máxima de 63,5 nudos durante sus pruebas de mar en el mar Negro en 1933 por lo que se decidió que entrara en producción en serie.
Las G-5, eran de diseño monocasco construidas principalmente en duraluminio, lo cual aligeraba significativamente su peso, pero complicaba en gran medida su utilización, debido a la susceptibilidad del duraluminio a la corrosión galvánica en agua salada. Un comandante de torpedero soviético, explicó que las G-5, podían permanecer en el agua salada durante  5 a 7 días en verano y entre 10 y 15 en invierno, antes de que fuera necesario sacarlas del agua para aplicar un tratamiento anticorrosión. El casco, estaba dividido en tres compartimentos mediante dos mamparos transversales. La superestructura era muy pequeña, y su tripulación, no podía permanecer de pie en su interior.
Las  G-5 de serie, utilizaron el motor de aviación  Mikulin AM-34 adaptado para su uso marítimo denominado GAM-34. Los dos motores, se encontraban en un compartimento en la proa del buque, contando cada uno de ellos con una transmisión que accionaba una hélice de bronce de ø0,67 m. La versión inicial del GAM-34 era menos potente de lo esperado, ya que solo daban  675 bhp, por lo que la serie 7 de estos buques, sólo alcanzaban los 45 nudos. Sin embargo, su velocidad mínima, era de 18 nudos lo que provocó gran cantidad de problemas en las maniobras de amarre y en maniobras en proximidad de otros buques.

Dibujo de una lancha G-5

Los dos torpedos, eran transportados en canales en la cubierta trasera, de una forma similar a la que utilizaban los diseños británicos de la época de Primera Guerra Mundial en las motoras costeras diseñadas por Vosper Thornycroft capturadas durante la guerra civil rusa. Los torpedos, eran impulsados por un mandril con una cabeza en forma de campana que activaba la carga explosiva, pero el motor del torpedo no se ponía en funcionamiento hasta que no se quebraba un cable de arrastre desde la lancha, lo cual le daba tiempo a la lancha para alejarse del objetivo. Este sistema de lanzamiento, era muy ligero, pero requería de un entrenamiento adicional para apuntar correctamente y de una alta coordinación cuando se atacaba en grupo para evitar los abordajes entre las torpederas que lo realizaban.
Inicialmente el armamento consistía en una ametralladora de 7,62 mm, que poco después sustituida por la más potente ametralladora DShK de 12,7 mm en modelos posteriores. Algunos buques, portaban una segunda DShK en diferentes localizaciones del buque; algunos en una bañera a proa, otros en una torreta giratoria detrás de la superestructura, por encima de los torpedos. Algunos buques, portaban un lanzacohetes de  82 mm ROFS-82 o de 132 mm ROFS-132 en un montaje fijo por detrás del puente de mando.

## Producción

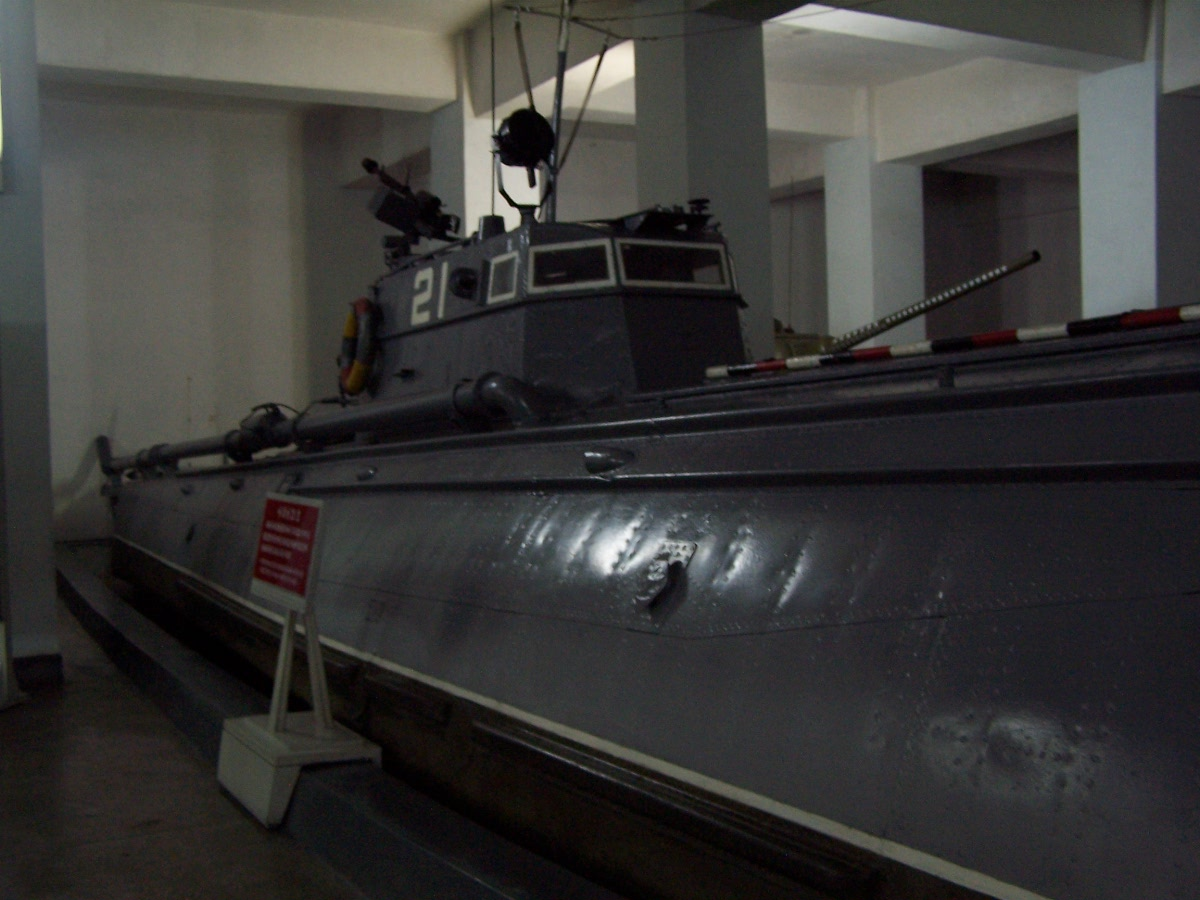
Torpedero 21, preservado en el museo de la victoria, Pionyang, Corea del Norte

Se produjeron aproximadamente 300 G-5. 152 de las series 7, 8 y 9; fueron construidos entre 1934 y 1936. 20 buques de la serie 10, fueron construidos en 1937, otros 76 en 1938–39 y cinco entre 1939–40. 39 buques de la serie 11 fueron construidos en 1941 continuando la producción durante la contienda.

### Variantes
Serie 7
Tenían un desplazamiento estándar de 14,03 t, una eslora de 18,85 m y un calado de 0,6 m. Estaban armados con una ametralladora de 7,62 , y algunas veces con una ametralladora adicional  DShK de 12,7 mm.
Serie 8
Esencialmente idénticas a la serie 7, con la excepción de portar únicamente una ametralladora DShK.
Serie 9
Versión ligeramente alargada de la serie 8. Su desplazamiento subía hasta las 14,85 t estándar, un calado de 0,65 m y una eslora máxima que oscilaba entre los 18.85 y los 19.08 m. Estaban equipados con los más potentes motores GAM-34B, que producían 800 hp cada uno, lo cual elevaba su velocidad máxima hasta los 49 nudos, con una carga de 1450 kg de combustible.
Serie 10
Su desplazamiento se incrementaba hasta las 16.26 t y su calado hasta los 0,82 m. Montaban dos motores GAM-34BS con  850 hp cada uno, que le permitían alcanzar una velocidad de 53 nudos.
Serie 11
Usaban dos motores de  1000 hp GAM-34BSF que le permitían alcanzar los 56 nudos. Su armamento se incrementaba a dos ametralladoras DShK.

## Historial de servicio
El 22 de junio de 1941, el día que Alemania inició la invasión de la Unión Soviética, había, 254 lanchas torpederas de clase G-5 en servicio. La flota del Báltico contaba con 60, la del Mar Negro con 92, la Flota del Pacífico, contaba con 135 y la flotilla del Caspio contaba con 6. Durante la Guerra Mundial 73 se perdieron en acción y 31 fueron desguazadas por considerarse inservibles. Al final de la guerra, en 1945, 24 estaban en servicio en el Báltico, 134 en la Flota del Pacífico y 6 continuaban en la flotilla del Caspio.
El 18 de noviembre de 1942 la lancha torpedera capturada Syöksy, capturó a las torpederas clase G-5 Vinha y Vihuri, así como un buque minador en el puerto de Lavansaari. El Syöksy hundió al cañonero  Krasnoye Znamya, aunque posteriormente fue reflotado y puesto de nuevo en servicio.

## Exportaciones
Cuatro buques, fueron transferidos a la Armada Republicana durante la guerra civil española, dos de las cuales, seguían en servicio tras la contienda en la Armada Española y fueron dadas de baja el 12 de marzo de 1946.
Un número indeterminado de ellas, tueron transferidas a Corea del Norte tras el final de la contienda mundial.

### Buques similares
Aliados
•  PT Boat
•  Motor Torpedo Boat
Eje
•  Schnellboot
•  Motoscafo Armato Silurante